# Bahnhof Arnsberg (Westfalen)
Der Bahnhof Arnsberg (Westf) entstand in Arnsberg mit dem Bau der Oberen Ruhrtalbahn 1870/71. Das Gebäude selbst wurde 1869 im Stil der Neorenaissance errichtet. Der Bahnhof wird noch heute für den Personenverkehr genutzt. Außerdem befinden sich in dem Gebäude Räume für verschiedene soziale Gruppen und Einrichtungen.
Neben den heute noch vorhandenen Anlagen gab es am Bahnhof Arnsberg eine Hauptwerkstätte, ein Bahnbetriebswerk, ein Eisenbahn-Telegrafenamt sowie ein Zollamt.

## Geschichte

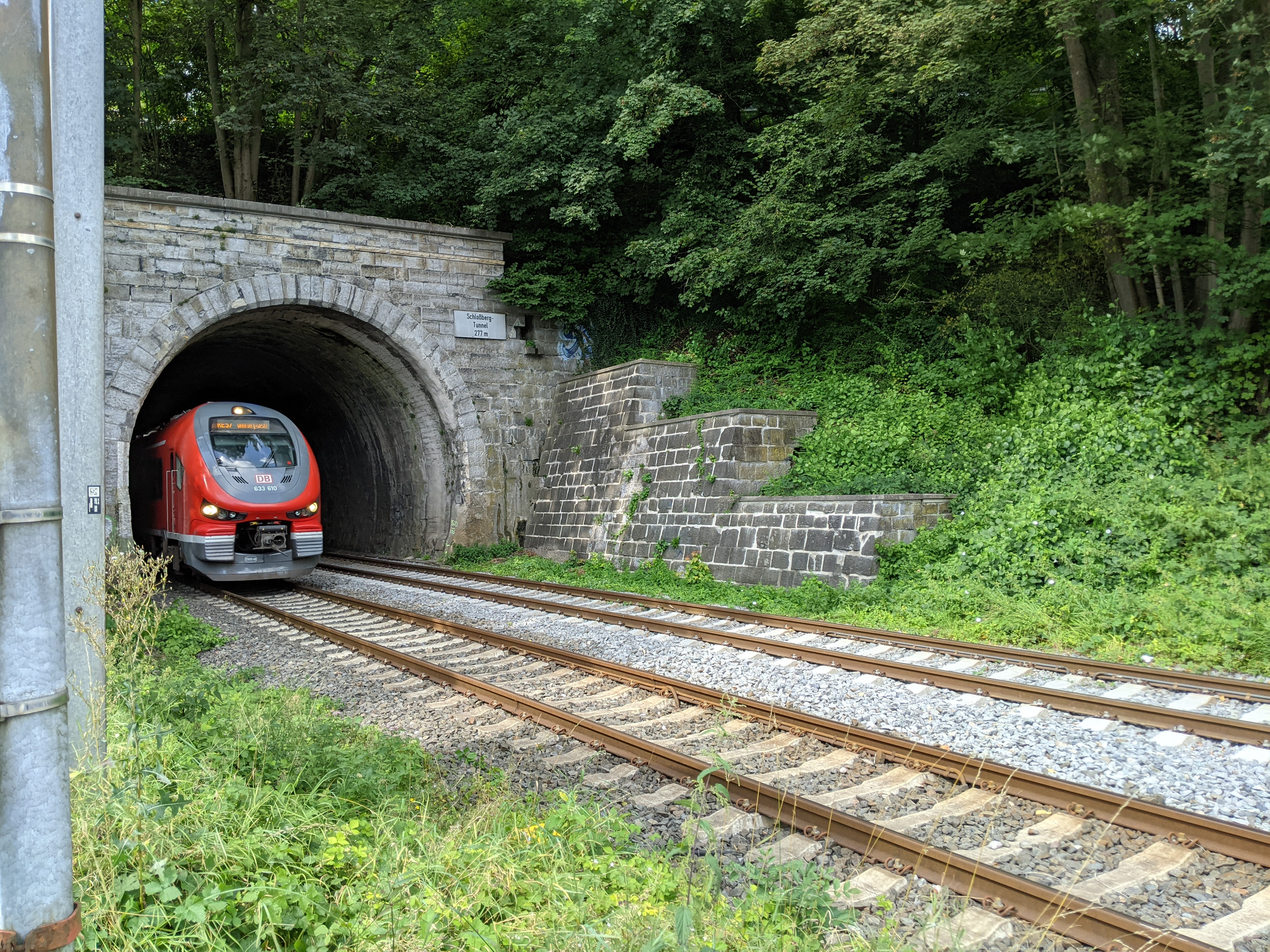
Portal Schlossbergtunnel

Dem Bau des Bahnhofs vorangegangen waren erhebliche Auseinandersetzungen innerhalb der Stadt sowie mit den Bahnbehörden über den Standort. Steuerrat Emmerich und andere plädierten für den Bau an der heutigen Jägerbrücke in Nähe der Altstadt. Aus Kostengründen wurde dies von den Bahnbehörden abgelehnt. Der Bahnhof wurde nun am Ausgang des Schlossbergtunnels und unterhalb des Lüsenberges errichtet. Damit lag die Station zum damaligen Zeitpunkt weit außerhalb der städtischen Bebauung. Am 1. Mai 1908 erhielt die Station den Namenszusatz „(Westf.)“.

### Personenverkehr
Der Bahnhof besteht aus dem Empfangsgebäude sowie einem angebauten Nebengebäude mit zwei Stockwerken und einem Nebengebäude mit einem Stockwerk. Das zentrale Gebäude wurde im Stil der Neorenaissance nach Plänen des Architekten Rauh aus Elberfeld erbaut. Von der ursprünglichen Fassadengestaltung ist heute kaum etwas erhalten. Original waren die Putzflächen mit einer geritzten Quaderimitation versehen und die Ecken waren plastisch hervorgehoben.
Am 12. März 1945 wurde der Bahnhof bei einem Bombenangriff stark beschädigt, danach aber wieder aufgebaut.

### Güterverkehr
Im Hinblick auf die Abfertigungsbefugnisse unterlag der Bahnhof keinen Einschränkungen. Zum Güterumschlag stand ein Kran, Kopf- und Seitenrampen sowie eine 40-t-Gleiswaage zur Verfügung. Weil die schwierigen Verkehrsverhältnisse zwischen den Ruhrwerken (heute Reno de Medici) und dem Bahnhof Arnsberg nach dem Ersten Weltkrieg die Existenz des Werkes gefährdete, kam es 1921 gegen den Widerstand von Bürgern zum Bau einer Bahnverbindung über die heutigen Straßen Zur Feldmühle und Clemens-August-Straße vom Werk zum Bahnhof. Eingesetzt wurde eine feuerlose Dampflokomotive. Im Jahr 1960 wurde der Betrieb auf der Strecke eingestellt. Eine der Lokomotiven steht zur Erinnerung am Haupttor der Fabrik. Eine weitere befindet sich im DampfLandLeute Museum in Eslohe.
Der Güterverkehr insgesamt wurde im Jahr 1976 eingestellt. Einige Jahre später wurde allerdings erneut ein Containerumschlagplatz errichtet. Gelegentlich, wie nach dem Orkan Kyrill 2007 wurde der Bahnhof auch zur Holzverladung von Sturmholz genutzt.

### Hauptwerkstätte
Im Jahr 1870 richtete die Staatsbahn eine Hauptwerkstätte für Lokomotiven und Wagen ein, die sich zu einem der wichtigsten Arbeitgeber der Stadt entwickelte. Im Zuge von Zentralisierungs- und Rationalisierungsmaßnahmen schloss die Deutsche Reichsbahn-Gesellschaft die Hauptwerkstätte im Jahr 1926 (andere Quellen: 1927). Die Unterhaltungsaufgaben gingen an die Ausbesserungswerke Schwerte (Ruhr) und Wedau über.

### Bahnbetriebswerk
Das Bahnbetriebswerk Arnsberg hatte nur regionale Bedeutung und einen kleinen Lokomotivenbestand, der sich aus preußischen Lokomotiven der Bauarten T 12, G 10 und P 8 zusammensetzte.
Organisatorisch gehörte das Betriebswerk zum Maschinenamt Altena (Westf.), die offizielle Abkürzung lautete „Ar“. Im Jahr 1941 zählte das Betriebswerk 130 Beschäftigte. Im Jahr 1953 wurde das Betriebswerk als selbständige Dienststelle aufgelöst. Die Anlagen wurden noch einige Zeit als Außenstelle des Bw Bestwig genutzt.

## Zustand und Entwicklung

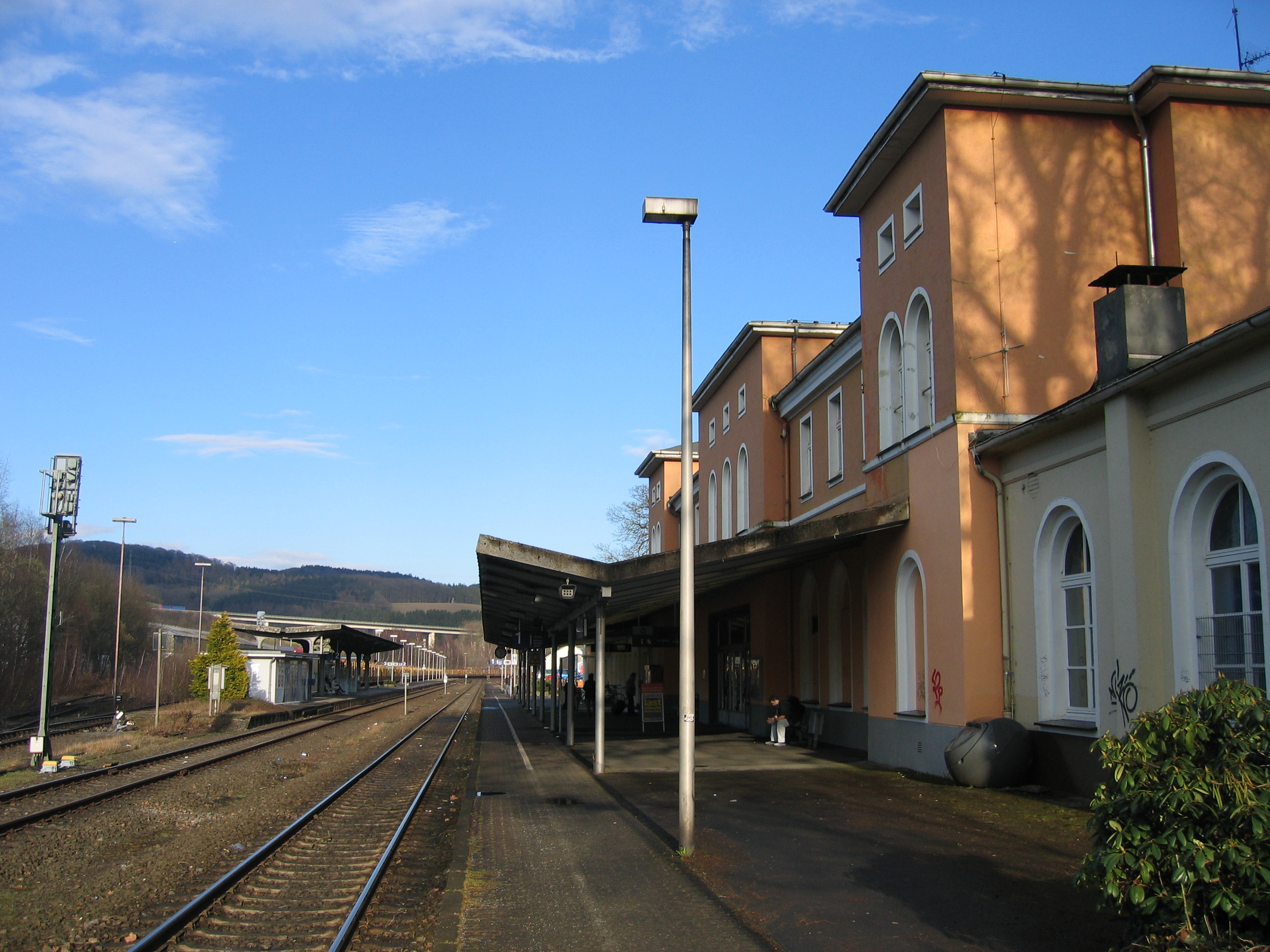
Ockerfarbenes Empfangsgebäude bis 2011 (hier 2008)

Das Bahnhofsgebäude steht heute unter Denkmalschutz. Bahnhof und Bahnhofsumfeld wurden im Rahmen des Förderprogrammes „Stadtumbau West“ städteplanerisch neu gestaltet. Ziel war es, den Bahnhof als Verkehrsknotenpunkt zu stärken und seine Funktion als Eingangstor zur Stadt hervorzuheben. Gleichzeitig wurde das zur Stadtseite gelegene Bahnhofsvorfeld mit Park & Ride-Flächen versehen. Diese sind auch für den durch eine Unterführung erschlossenen Bereich hinter dem Bahnhof vorgesehen. Das auf dem Gelände der ehemaligen Eisenbahnhauptwerkstätte gelegene Gewerbegebiet wird durch eine neue Brücke an das Fernstraßennetz angeschlossen und insgesamt weiter entwickelt.
Seit 2004 ist die Stadt Arnsberg Eigentümer des Bahnhofsgebäudes. Als „Bürgerbahnhof“ bezeichnet, sind in ihm neben kommunalen Dienststellen wie der Engagementförderung und einem privaten Fahrkartenverkauf Räumlichkeiten für Veranstaltungen untergebracht. In einem Seitenflügel sind verschiedene weitere soziale Einrichtungen, Selbsthilfegruppen und Verbände zu finden.
Bahnhof und Bahnhofsumfeld wurden bis August 2011 grundlegend neu gestaltet. Seitdem präsentiert sich das Empfangsgebäude in weiß, davor war die Fassade ocker mit weiß abgesetztem Sims. In der ehemaligen Bahnhofsschreinerei, die zu diesem Zweck umgebaut wurde, ist seit 2012 das Feuerwehrmuseum der Stadt Arnsberg untergebracht. Das Vorhaben „Haus der Geschichte“ als Ausstellungs- und Kommunikationszentrum wird unter anderem von der NRW-Stiftung bezuschusst.
Die bahntechnischen Anlagen blieben im Besitz der Deutschen Bahn und wurden im Rahmen der Modernisierungsoffensive 2 des Landes Nordrhein-Westfalen saniert. Die Bahnsteige sind seit dem 6. November 2015 barrierefrei erreichbar, u. a. wurde eine Aufzugsanlage eingebaut.

## Bedienungsangebot

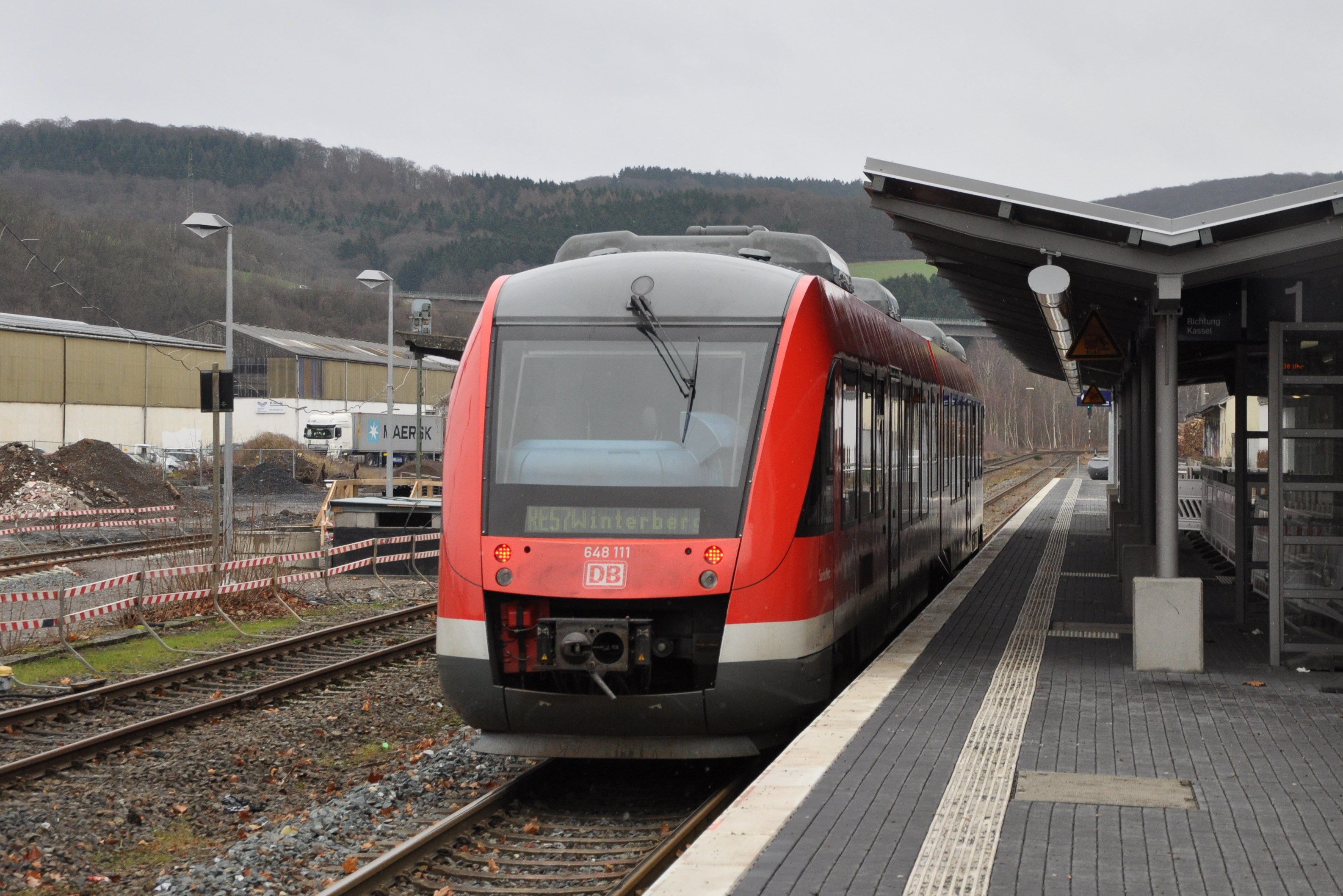
DB-Baureihe 648 am Hausbahnsteig

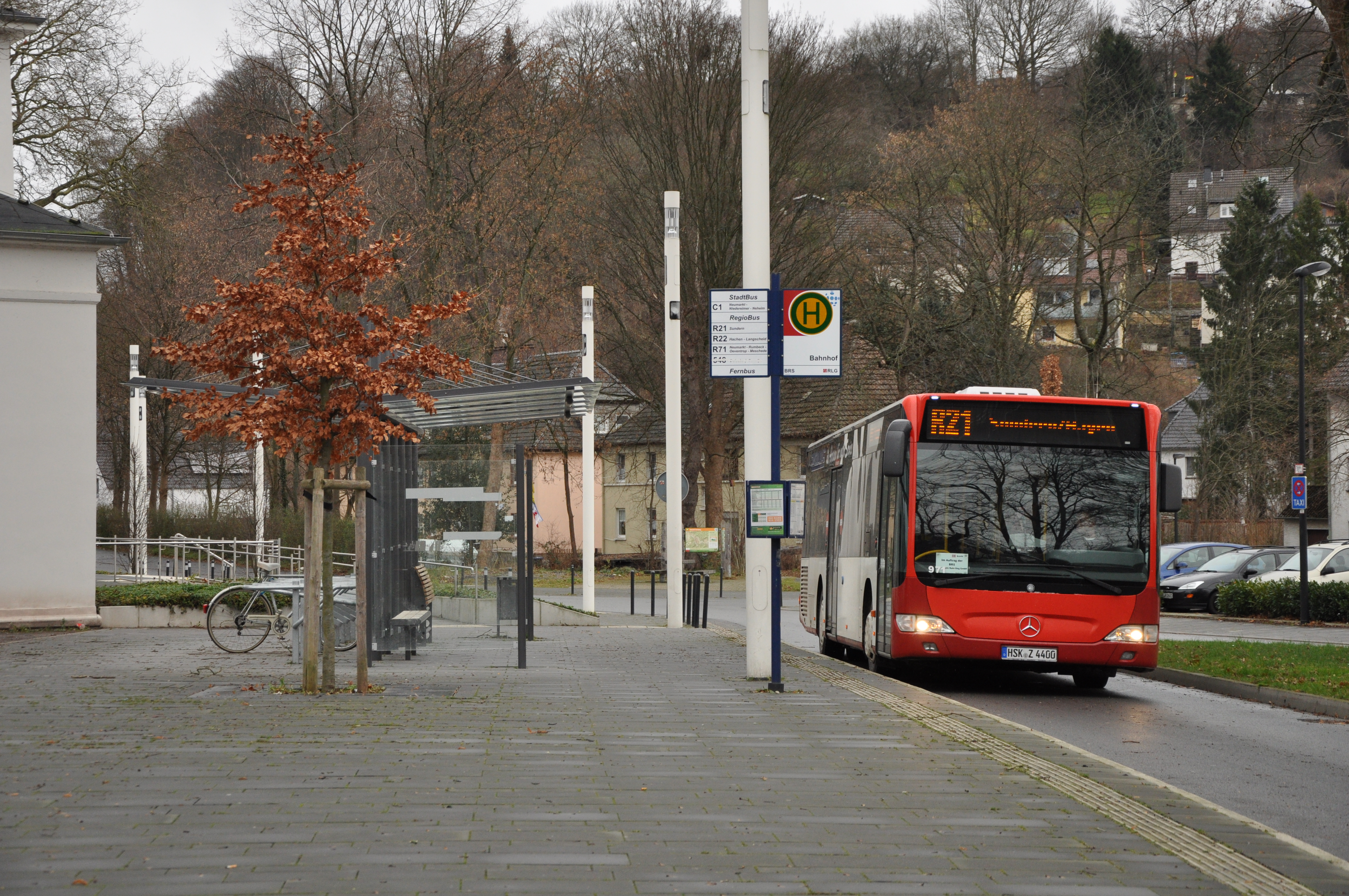
Mercedes-Benz Citaro am Bahnhof Arnsberg

Der Bahnhof Arnsberg (Westf) wird im SPNV von folgenden Linien angefahren:
| Linie | Linienverlauf | Takt |
| ----- | --- | --- |
| RE 17 | Sauerland-Express: Hagen Hbf – Schwerte (Ruhr) – Fröndenberg – Wickede (Ruhr) – Neheim-Hüsten – Arnsberg – Oeventrop – Freienohl – Meschede – Bestwig – Olsberg – Brilon Wald Linienast 1: – Brilon Stadt Linienast 2: – Hoppecke – Messinghausen – Beringhausen – Bredelar – Marsberg – Westheim (Westf) – Scherfede – Warburg (Westf) Linienast 3: – Willingen Stand: Fahrplanwechsel Dezember 2024 | 60 min Hagen – Brilon Stadt morgens Hagen – Warburg Clubsaison Hagen – Willingen                                              |
| RE 57 | Dortmund-Sauerland-Express: Dortmund Hbf – (Dortmund Signal-Iduna Park)* – Dortmund-Hörde – (Dortmund Aplerbeck Süd – Schwerte)* – Fröndenberg – Wickede (Ruhr) – Neheim-Hüsten – Arnsberg (Westf) – Oeventrop – Freienohl – Meschede – Bestwig Linienast 1: – Olsberg – Brilon Wald – Hoppecke – Messinghausen – Beringhausen – Bredelar – Marsberg – Westheim (Westf) – Scherfede – Warburg (Westf) Linienast 2: – Bigge – Siedlinghausen – Silbach – Winterberg (Westf) Linienast 3: – Olsberg – Brilon Wald – Brilon Stadt * Halt abends Stand: Fahrplanwechsel Dezember 2024 | 60 min (Dortmund–Bestwig) 60 min (Bestwig – Warburg) 120 min (Bestwig–Winterberg) Einzelzüge morgens, abends (Bestwig–Brilon) |

Die RLG und die BRS bieten folgende Busverbindungen an:
- C1 Arnsberg, Bahnhof – Neumarkt – Niedereimer – Bruchhausen – Hüsten – Neheim, Busbahnhof
- R21 Arnsberg, Bahnhof – Neumarkt – Waldfriedhof – Ochsenkopf – Sundern – Sundern-Hagen
- R22 Arnsberg, Bahnhof – Neumarkt – Wennigloh – Hachen – Langscheid
- R71 Arnsberg, Bahnhof – Neumarkt – Rumbeck – Oeventrop – Glösingen – Freienohl – Wennemen – Meschede, Busbahnhof